# Juan Barahona (giurista)
Juan Barahona (Espejo, 1519 – Milano, settembre 1565) è stato un giurista e diplomatico spagnolo.

## Biografia
Nacque a Espejo in Andalusia da nobile stirpe basca al servizio del Regno di Spagna.
Studiò all'Università di Salamanca, dove ottenne la laurea nel 1520. Nel 1531 fu studente nel Reale Collegio Maggiore di San Clemente degli Spagnoli di Bologna e nel 1536 divenne rettore. 
Passò quindi al servizio della corona di Spagna, ottendo la carica di podestà di Lodi e di senatore di Milano. Fu acerrimo nemico del governatore di Milano Ferrante Gonzaga, che non vedeva di buon occhio l'abdicazione del re a favore del figlio Filippo II. Juan nel 1555 subì un attacco, uscendone illeso, da parte del Gonzaga, che fu costretto a lasciare l'incarico governativo.
Nel 1560 venne eletto Gran Cancelliere del ducato di Milano, carica che conservò sino a settembre 1565, quando morì.